# كاروانسراي شليل (شليل)
کاروانسراي شلیل (بالفارسية: کاروانسرای شلیل) هي قرية تقع في إيران في قسم شلیل الريفي. يقدر عدد سكانها بـ 0 نسمة بحسب إحصاء 2016.